# Doom (Nayt)
Doom è il sesto album in studio del rapper italiano Nayt, pubblicato il 29 ottobre 2021 dalla VNT1 e distribuito da Sony Music Italy. È il secondo di una trilogia conclusasi nel 2023 con l'album  Habitat.

## Descrizione
Pubblicato ad appena un anno dal precedente Mood, Doom il progetto contiene 12 tracce, inoltre non mancano collaborazioni come quelle di Mattak e Gemitaiz. il progetto si chiama Doom perché è difatti complementare al suo predecessore Mood chiudendo un cerchio di introspezione e ricerca sonora. Liricamente Doom è un viaggio autobiografico che tratta temi come l'esistenzialismo, l'ansia, i dubbi e gli interrogativi della vita. Un concetto fondamentale del disco è la condanna alla vita, che Nayt, intervistato da La casa del rap, ha spiegato così: 
Non c’è un vero e proprio “controllo” della nostra vita. La nascita, l’amore e la morte possono essere viste come le nostre maledizioni, ma è anche vero che non esistano le verità assolute: è solo questione di prospettiva. Ogni cosa ha il suo contrario, ed è anche per questo che Doom è il contrario di Mood, una condanna potrebbe essere vista come un dono.»
Il lavoro lirico di Doom è un'evoluzione più cantautoriale mantenendo però l'urgenza di scrittura tipica del rap, come spiegato da Nayt stesso:
Musicalmente nel disco Nayt continua l'esplorazione sonora iniziata nel predecessore, verso un approccio melodico che si avvicina al pop, ma che risente di influenze soul (Cose che non vuoi sentirti dire), musica progressive (Doom), jazz rap, urban e lofi hip hop (La mia noia, Collane), senza disdegnare il rap più muscolare e vicino ai suoi lavori precedenti (OPSS).
In (partenza?) è presente un monologo spoken word incentrato sui concetti di felicità ed infelicità. Riguardo al significato del monologo, Nayt ha dichiarato a La casa del rap:

## Copertina
La copertina è ispirata al quadro La sepoltura della sardina di Francisco Goya: parlando del motivo riguarda a questa ispirazione, Nayt ha dichiarato:
Goya iniziò a dipingere in maniera diversa, più cupa e realistica; divenne simbolo di denuncia nei confronti della società. La sepoltura della sardina rappresenta lo svolgimento di una festa ispanica negli giorni del carnevale; la gente si regalava un giorno di follia prima del ritorno alla normalità. All’interno dello stesso quadro ci sono raffigurati la folla (uomini, donne e bambini) e le rappresentazioni della paura: la morte e la guerra, tutti elementi presenti nei testi di Doom.»
Un'altra ispirazione viene da un altro quadro di Goya, Il sonno della ragione genera i mostri:

## Tracce
Testi di William Mezzanotte, eccetto dove indicato, musiche di 3D, eccetto dove indicato.
1. Doom – 2:07
2. Cose che non vuoi sentirti dire – 2:48 (musica: Davide De Luca)
3. Mortale – 3:06
4. La mia noia – 2:51
5. (partenza) – 7:04
6. Collane – 3:11 (musica: Frenetik&Orang3)
7. Tuttok – 1:37
8. Sorpresa – 2:26 (musica: Orang3)
9. OPSS (feat. Gemitaiz e Mattak) – 3:43 (testo: William Mezzanotte, Davide De Luca, Mattia Falcone)
10. (arrivo?) – 1:23
11. Da zero – 2:31
12. Ultima confessione – 2:49